# Televisão no Azerbaijão
A televisão no  Azerbaijão  foi introduzida em 1956, quando o Azerbaijão ainda era conhecido como República Socialista Soviética do Azerbaijão.
O Azerbaijão tem um total de 47 canais de televisão, dos quais 4 são canais públicos de televisão e 43 são canais de televisão privados, dos quais 12 são canais nacionais de televisão e 31 canais regionais de televisão. De acordo com o Ministério das Comunicações e Tecnologias da Informação do Azerbaijão, a taxa de penetração da televisão é de 99%, de acordo com dados de 2014. A taxa de penetração da televisão a cabo no Azerbaijão totalizou 28,1% dos domicílios em 2013, a partir de um estudo realizado pelo Comitê de Estatística do Estado da República do Azerbaijão. Quase 39% da base de assinantes de TV a cabo está concentrada nas principais cidades. A taxa de penetração da televisão a cabo totalizou 59,1% na cidade de Baku em 2013.

## Lista de canais
Esta é uma lista de canais de televisão que transmitem no Azerbaijão.

### Propriedade do Estado
| Nome             | Proprietário                                              | Estabelecido |
| ---------------- | --------------------------------------------------------- | ------------ |
| AzTV             | Azerbaijão TV e Sociedade de programas de rádio (estatal) | 1956         |
| İdman Azərbaycan | Azerbaijão TV e Sociedade de programas de rádio (estatal) | 2009         |
| İTV              | Televisão do Azerbaijão e empresa de radiodifusão         | 2005         |
| Mədəniyyət TV    | Azerbaijão TV e Sociedade de programas de rádio (estatal) | 2011         |

### Privado

#### Em todo o território nacional
| Nome               | Proprietário                          | Estabelecido |
| ------------------ | ------------------------------------- | ------------ |
| Space TV           | Vagif Mustafayev                      | 1997         |
| Lider TV           | Media Holding Ltd                     | 2000         |
| ATV                | Companhia de TV e Rádio do Azerbaijão | 2000         |
| Khazar TV          | Ahmad Gül                             | 2007         |
| CBC TV             | Caspian Broadcasting Company of SOCAR | 2013         |
| CBC Sport          | Caspian Broadcasting Company of SOCAR | 2015         |
| Region TV          | Azerbaijani TV Network                | 2014         |
| IQ TV              | Azer-Sat                              | 1995         |
| Azadliq Radyosu TV | VOA                                   | 1990         |
| Zuhur TV           | MFS                                   | 2013         |
| InterAz            | Group AZ                              | 2007         |
| Bütöv Azerbaycan   | B&B                                   | 2010         |

## Extintos

### Propriedade do Estado
| Nome   | Fundado | Extinto |
| ------ | ------- | ------- |
| AzTV 2 | 1992    | 2005    |

### Privado
| Nome          | Fundado        | Extinto          |
| ------------- | -------------- | ---------------- |
| ABA           | Julho de 1999  | Jullho de 2001   |
| Baku TV       | 1992           | 1996             |
| BMTI          | Agosto de 1993 | Maio de 1994     |
| Lankaran TV   | Abril de 2000  | Dezembro de 2005 |
| LTV           | 1996           | 2002             |
| KL 350        | 1991           | 1991             |
| STV           | Junho de 2000  | Outubro de 2005  |
| Shou+ TV      | 1999           | 2008             |
| Super Channel | 1993           | 1994             |
| Sara TV       | 1992           | 1999             |
| Tolerance TV  | 2004           | 2009             |
| TTR-TV        | 1997           | 2003             |
| Umid TV       | 2005           | 2012             |
| Yevlakh TV    | 2005           | 2005             |
| ANS TV        | 1991           | 2016             |